# Penca (turfe)
Penca, é um termo regional que , em turfe,  define a competição de corrida de cavalos em  cancha reta,  em geral com trilhos individuais para cada animal. Esta denominação foi trazida pelos povoadores ibéricos, estabelecendo-se no cone-sul da América, particularmente onde viviam os gaúchos .  Em sua forma mais complexa, a prova desenrola-se em duas etapas,  geralmente em dois dias seguidos, ou com intervalos de tempo maiores: no primeiro disputam-se as eliminatórias - também chamadas ternos, e no segundo, a final - também chamada desempate - entre os vencedores do dia anterior. As distâncias do percurso são curtas, em geral abaixo de 700 metros. É a modalidade de corrida de cavalos mais popular no interior do Brasil. 
As corridas podem estar vinculadas a entidades turfísticas oficiais ou não.  Os animais que competem, dependendo da entidade que organiza podem ser Thoroughbreds, Quarto de Milha ou mestiços, inclusive de Crioulos. As apostas costumam ser feitas pela modalidade de remate (onde é leiloado o direito de apostar em determinado animal).
Há Pencas organizadas pelo Jockey Club do Paraná : Grande Prêmio Turfe Paranaense; Jockey Club do Rio Grande do Sul: Grande Prêmio Turfe Gaúcho. Há Pencas de promoção do município : Penca fechada de Carazinho, Penca de Arroio Grande. Outras pencas evocam o nome das commodities da região, e são programadas para a época da venda do produto : Penca da Soja; Penca do Boi; Penca do Arroz, em que o valor do prêmio tem relação com a cotação do produto.